# Бергем
Бергем (нід. Berghem) — місто в нідерландській провінції Північний Брабант. Входить до муніципалітету Осс.
Його площа становить 11,26 км², а населення станом на 2021 рік складало 10 700 осіб.
Перша згадка про населений пункт датується 1286 роком.
До 1994 року мало статус окремого муніципалітету.

## Галерея

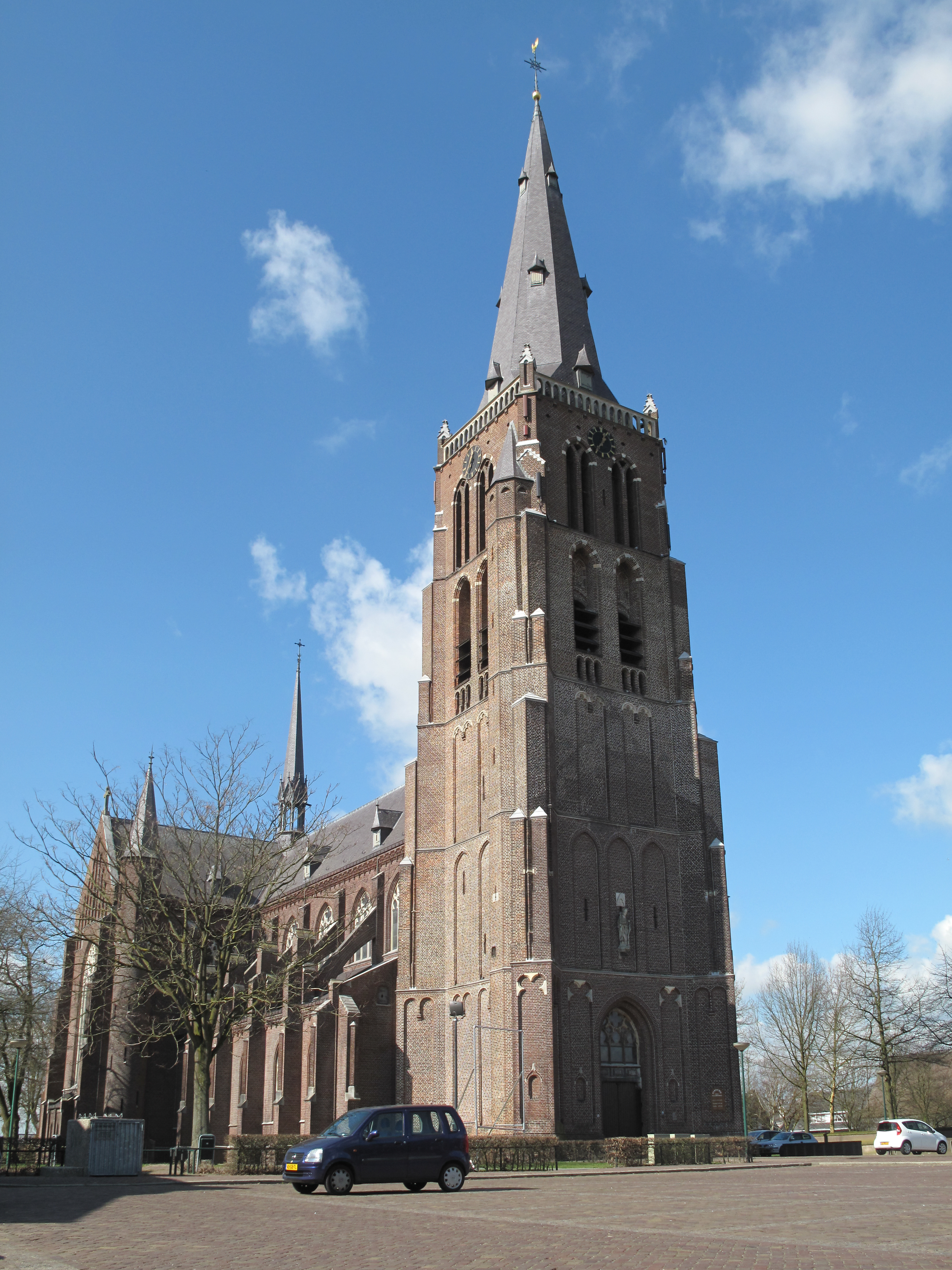
Католицька церква у місті
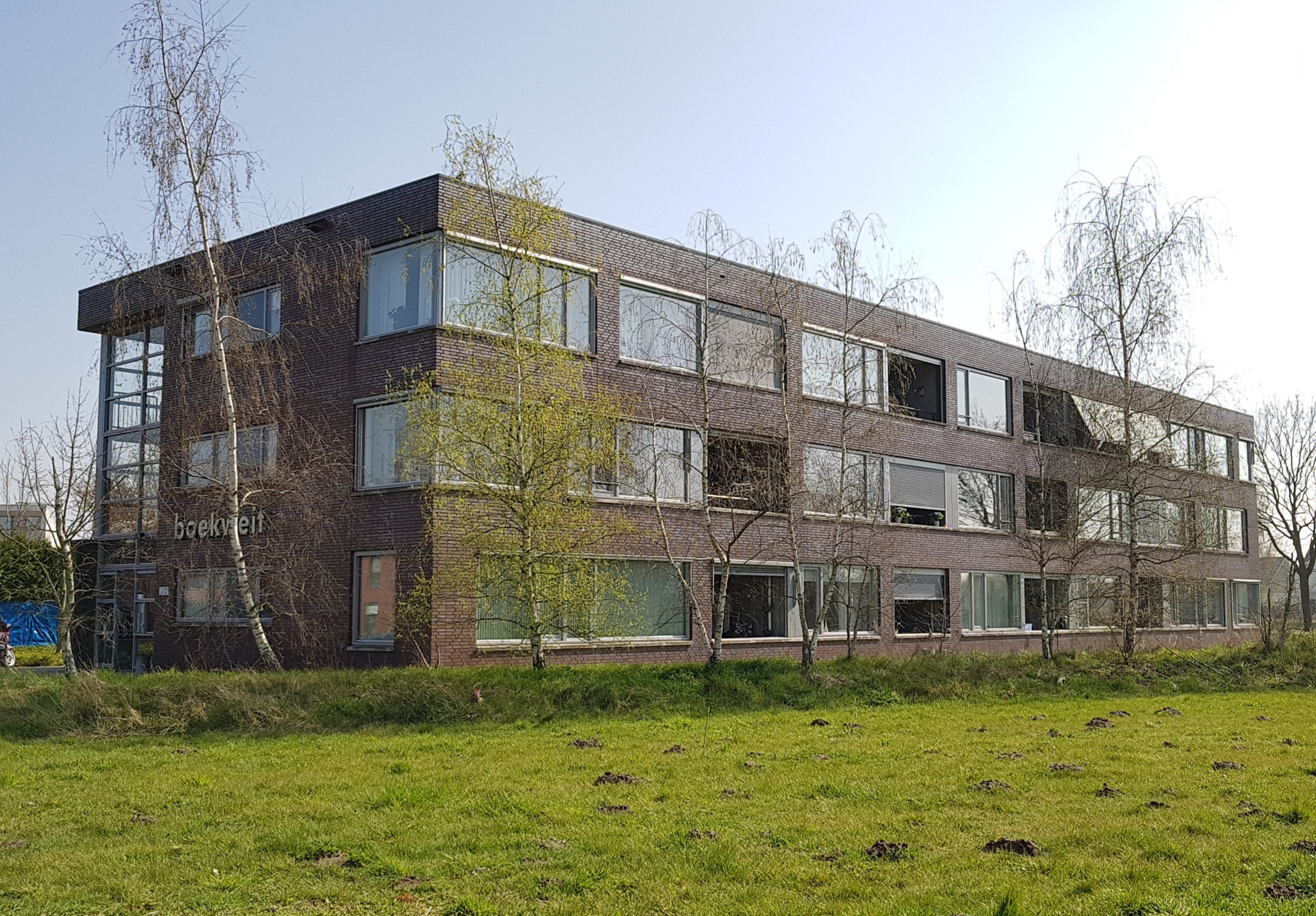
Житловий будинок
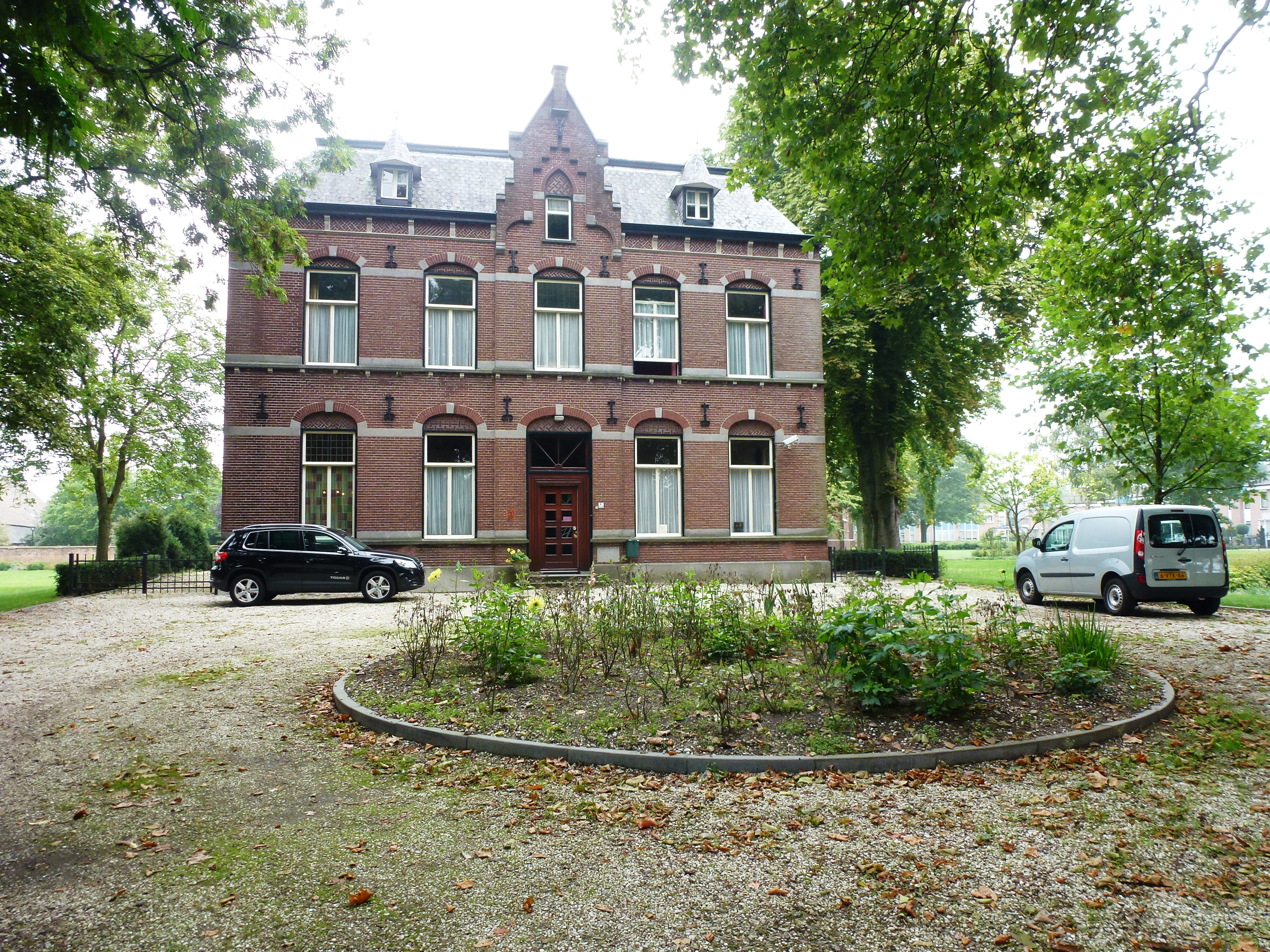
Будинок почту